# Palipéridone
La palipéridone est un antipsychotique de seconde génération dérivé de la pipéridine, synthétisé pour la première fois dans les années 1990 par la société Janssen Pharmaceutica.

## Classe chimique
La palipéridone est une molécule de la classe des benzisoxazoles dérivés de la pipéridine. Il s'agit également du métabolite principal de la rispéridone, un autre antipsychotique atypique de la même classe.

## Mécanisme d'action et pharmacodynamique
La palipéridone est un antagoniste avec une forte affinité de liaison aux récepteurs sérotoninergiques 5-HT2, dopaminergiques D2, et adrénergiques α1. Elle se lie dans une moindre mesure aux récepteurs histaminiques H1 et adrénergiques α2. Elle semble améliorer les symptômes négatifs (déficitaires) et positifs (productifs) de la schizophrénie.
La palipéridone semble agir d’une façon similaire à la rispéridone.

## Pharmacocinétique et métabolisme
La palipéridone semble être métabolisée dans le foie par les systèmes enzymatiques CYP2D6 et CYP3A4.

## Indications
La palipéridone est indiquée dans le traitement de longue durée ou d’entretien de troubles psychotiques tels que la schizophrénie et les troubles schizo-affectifs.

## Effets secondaires principaux
Les effets indésirables fréquents retrouvés avec ce médicament sont une insomnie, des céphalées, une prise de poids, une éruption cutanée, de la somnolence, des mouvements involontaires, des tremblements, une raideur anormale, de l’agitation, de la nausée, de la constipation, des sensations vertigineuses, de la diarrhée et des vomissements, un rhume et de la tachycardie.
Moins souvent, on peut retrouver des effets tels qu’une hypotension orthostatique, de la perte de poids, une nervosité, des difficultés de concentration, des troubles de la vision, un malaise, des démangeaisons, un œdème, des troubles urinaires, une hyperprolactinémie pouvant se traduire par des troubles sexuels, une absence de règles, un écoulement de lait par le mamelon, un priapisme nécessitant de consulter un médecin si les symptômes sont présents pendant plus de 4 heures, une diminution de la capacité à réguler la température du corps, et également un syndrome malin des neuroleptiques et des troubles du rythme cardiaque nécessitant d’alerter immédiatement un service d’urgence.

## Spécialités
La palipéridone est commercialisée en Europe sous les noms « Xeplion » et « Trevicta » et en Amérique du Nord sous le nom « Invega » sous les formes galéniques suivantes :
- en France : forme injectable intra-musculaire à action prolongée ;
- en Europe et en Amérique du Nord : forme injectable intra-musculaire à action prolongée, formes orales à libération prolongée.